# Чистоборка
Чистоборка — река в России, протекает в Кичменгско-Городецком районе Вологодской области. Устье реки находится в 9 км по правому берегу реки Кедра. Длина реки составляет 10 км.
Исток реки находится в болотах в 12 км к северо-западу от посёлка Бакланово. Генеральное направление течения — юго-запад, всё течение проходит по ненаселённой, холмистой тайге на возвышенности Северные Увалы. Приток — Подлинная (левый).

## Данные водного реестра
По данным государственного водного реестра России и геоинформационной системы водохозяйственного районирования территории РФ, подготовленной Федеральным агентством водных ресурсов:
- Бассейновый округ — Двинско-Печорский;
- Речной бассейн — Северная Двина;
- Речной подбассейн — Малая Северная Двина;
- Водохозяйственный участок — Юг;
- Код водного объекта — 03020100212103000010804.